# Поланова, Маргита
Маргита Поланова (в замужестве Томанова; чеш. Margita Polanová) — чехословацкая шахматистка.
Чемпионка Чехословакии 1974 г.
В составе сборной Чехословакии участница двух шахматных олимпиад (1966 и 1974 гг.; оба раза была заявлена в качестве запасной участницы) и международного матча со сборной ГДР (1975 г.; 2 ничьи с Б. Бурхардт).
Сведения о биографии шахматистки крайне скудны. В базах есть только одна ее партия с шахматной олимпиады 1974 г., партии из матча со сборной ГДР 1975 г. и партии из чемпионата Чехословакии 1983 г. (6 из 13, 7—8 места).